# Zuidergo
Zuidergo (Fries: Sudergoa; Latijnse vermelding: in pago Sutrachi, in de eerste naamval pagus Sutrachus) is een naam die voorkomt in oude documenten over Friesland. Het zou een graafschap geweest zijn waarvan Stavoren de hoofdplaats was. In latere documenten is ook sprake van het graafschap Stavoren. De naam Zuidergo verwijst dan naar de ligging ten opzichte van de drie andere gouwen Westergo, Oostergo en Bornego.
De oudste vermelding van Zuidergo dateert uit 845. Er is sprake van een schenking van enige landerijen aan het Klooster Werden gelegen in Zuidergo. In 1006 kreeg Liudolf van Brunswijk de Friese gouwen in handen, zodat Zuidergo deel ging uitmaken van het Graafschap Midden-Friesland.
In een document uit 1086 is sprake van de gift van het graafschap Stavoren aan de Utrechtse bisschop. Een verklaring voor die naamswijziging zou kunnen zijn dat een groot deel van het graafschap Zuidergo tussen 845 en 1086 verloren was gegaan bij de vorming van de Zuiderzee. Het restant zou daarom als Stavoren aangeduid worden. Egbert II van Meißen was voorafgaand aan de overdracht van Zuidergo aan de bisschop van Utrecht de gouwgraaf, maar door opstandigheid jegens de keizer geraakte hij bij hem in ongunst en verloor zijn gebied.
Voornamelijk in de 12e eeuw is een groot deel van Zuidergo verzwolgen door het water. Wat ervan restte, ging in de 13e eeuw deel uitmaken van Westergo. In de 14e eeuw viel Bornego uiteen en nog geen eeuw later ontstond Zevenwouden, waartoe ook een klein deel van het voormalige Zuidergo ging behoren.